# Gruppo operativo-tattico "Charkiv"
Il Gruppo operativo-tattico "Charkiv" (in ucraino Оперативно-тактичне угруповання «Харків»?, Operatyvno-taktyčne uhrupovannja «Charkiv», OTU "Charkiv") è una formazione delle Forze terrestri ucraine, costituita durante l'invasione russa dell'Ucraina del 2022 e facente parte del Gruppo operativo-strategico "Chortycja", responsabile del settore della città Charkiv.

## Storia
In seguito allo scoppio dell'invasione su vasta scala dell'Ucraina da parte della Russia l'esercito ucraino ha subito una rapida e importante espansione, costituendo 4 cosiddetti "gruppi operativi-strategici" per supervisionare le operazioni di combattimento, i quali a loro volta comprendono diversi gruppi tattici creati ad hoc per settori particolari del fronte. Il Gruppo "Charkiv" gestisce le unità impiegate nell'area circostante l'omonima città.
Fondato inizialmente come OTU "Sloboda", durante i primi mesi di guerra sotto il comando del generale Oleksandr Tarnavs'kyj ha fermato l'offensiva russa su Charkiv. Nel settembre 2022 ha preso parte alla controffensiva che ha portato alla liberazione della regione di Charkiv. Dopo oltre un anno di relativa calma, a partire dal 10 maggio 2024 è stato impiegato per coordinare la difesa del settore di Charkiv dopo che le forze russe hanno lanciato una nuova offensiva nella regione, fermandone le due penetrazioni presso il villaggio di Lypci e la città di Vovčans'k.

## Comandanti
- Maggior generale Oleh Mikac (febbraio 2022 - marzo 2022)[7]
- Brigadier generale Oleksandr Tarnavs'kyj (marzo 2022 - ottobre 2022)[4]
- Brigadier generale Dmytro Krasyl'nykov (ottobre 2022 - marzo 2023)[8]
- Brigadier generale Andrij Hryc'kov (marzo 2023 - aprile 2024)[9]
- Brigadier generale Jurij Haluškin (aprile 2024 - maggio 2024)[10]
- Brigadier generale Mychajlo Drapatyj (maggio 2024 - settembre 2024)[11]
- Brigadier generale Viktor Solimčuk (settembre 2024 - in carica)[12]